# نادي تقسيم
نادي تقسيم هو نادي كرة قدم تركي أٌسس عام 1940.